# 43 Lyncis
43 Lyncis är en gul jätte i stjärnbilden Lodjuret. Stjärnan har visuell magnitud +5,61 och synlig för blotta ögat vid någorlunda god seeing. Den befinner sig på ett avstånd av ungefär 345 ljusår